# Шконда, Дмитрий Кириллович

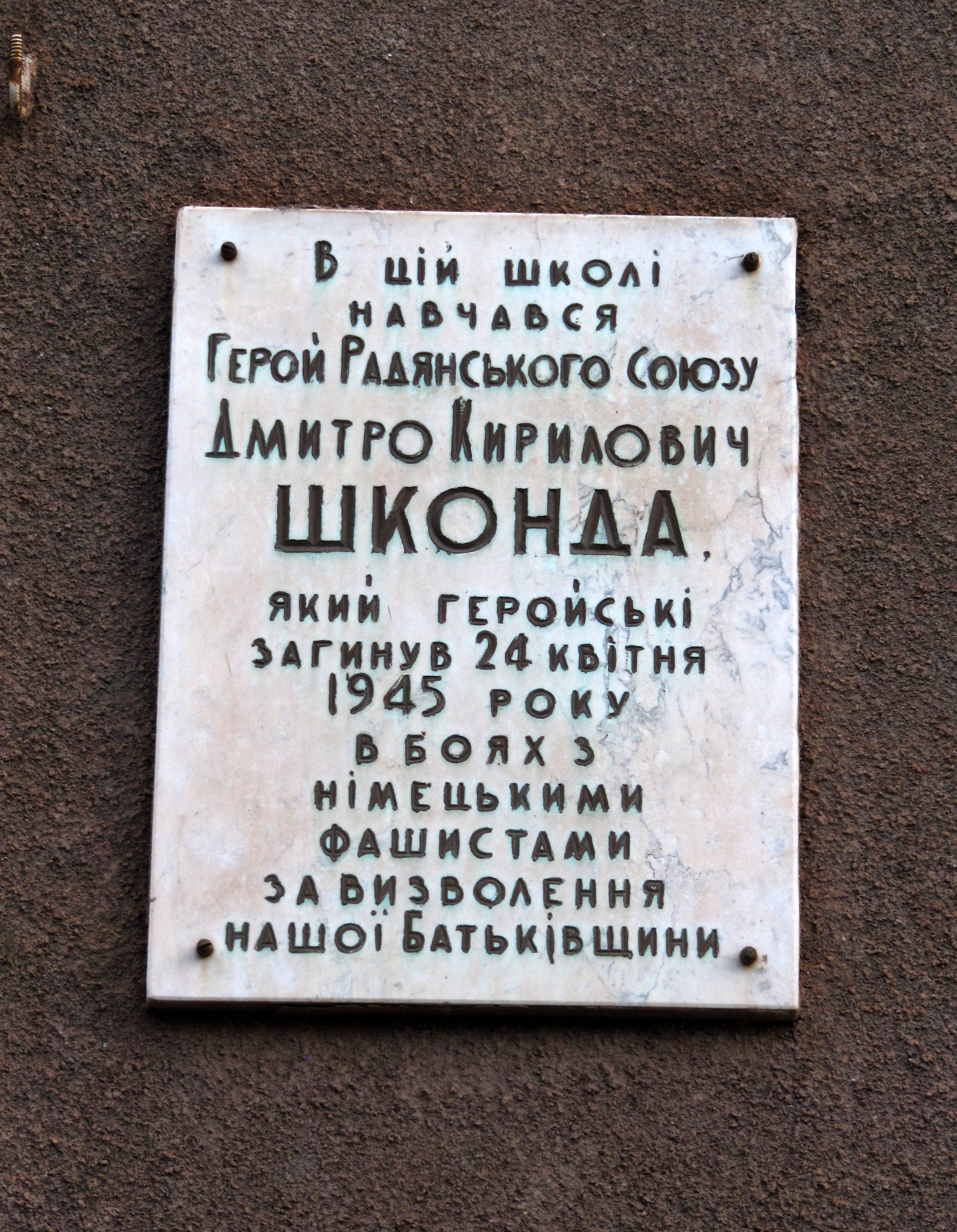

Дмитрий Кириллович Шконда (Шконде) (22 августа 1926, Кривой Рог — 28 апреля 1945, Берлин) — красноармеец, автоматчик 986-го стрелкового полка, Герой Советского Союза (1946).

## Биография
Родился 22 августа 1926 года в городе Кривой Рог (ныне в Днепропетровской области). Украинец.
Окончил 7 классов средней школы № 54 в Кривом Роге.
В феврале 1943 года призван в ряды Красной армии и направлен курсантом в 16-й запасной стрелковый полк. В действующей армии с сентября 1944 года в 986-й стрелковом полку 230-й стрелковой дивизии. За героизм, проявленный в боях за освобождение Польши, награждён медалью «За отвагу».
Красноармеец Шконда особо отличился во время боёв за Берлин. 28 апреля 1945 года продвигаясь с боями по улицам города подразделение, в котором служил Шконда, вышло на перекрёсток двух улиц и было встречено сильным огнём из двух пятиэтажных домов. Из подвала одного из домов бил вражеский пулемёт. Возможности дальнейшего продвижения у подразделения не было и бойцы вынуждены были укрыться от огня. Подавить вражескую огневую точку вызвался красноармеец Шконда. Он подполз к зданию и забросал подвал гранатами. Пулемёт был подавлен. Затем он ворвался в дом, где оказалось значительное количество солдат и офицеров противника. Шконда огнём из автомата и гранатами уничтожил большую часть из них, но и сам погиб в неравной схватке.
Указом Президиума Верховного Совета СССР от 15 мая 1946 года за мужество, отвагу и героизм, красноармейцу Шконде Дмитрию Кирилловичу посмертно присвоено звание Героя Советского Союза.
Похоронен в городе Костшин-над-Одрой.

## Награды
- Медаль «Золотая Звезда»;
- орден Ленина;
- медаль «За отвагу».

## Память
- Имя на Стеле Героев в Кривом Роге.
- Именем Героя в Кривом Роге названа улица.
- Имя носит школа № 54 в Кривом Роге.